# Brinner
Als Brinner (auch Breakfast for Dinner) wird sowohl eine Mahlzeit bezeichnet, die aus Komponenten des Frühstücks und des Abendessens besteht, als auch ein Frühstück, welches am Abend serviert wird. Das Kofferwort Brinner stammt aus dem Englischen und setzt sich aus breakfast („Frühstück“) und dinner („Abendessen“) zusammen.
Der Food-Trend Brinner entstand in Kalifornien und fand von dort aus weltweite Verbreitung. Seine Popularität rührt von seiner unkomplizierten Zubereitung her, welche weniger Zeit als diejenige eines traditionellen Abendessens beansprucht und zudem in der Regel kostengünstiger ist. Darüber hinaus bietet das Brinner die Möglichkeit, die Frühstücksmahlzeit, zu welcher am Morgen aufgrund des Arbeitsalltages oft die hinreichende Zeit fehlt, zu einem späteren Tageszeitpunkt in Ruhe zu genießen. Zur raschen Verbreitung des Brinners trug auch das Hochladen von Fotos und Rezepten in den sozialen Netzwerken bei.
Zum Brinner gehören die üblichen Komponenten eines amerikanischen Frühstücks wie etwa Müsli, Rührei, Croissants, Toastbrot und Pfannkuchen, welche bisweilen mit deftigen Speisen kombiniert werden, woraus dann Kreationen wie Omelett mit Pesto, Donuts im Speckmantel oder belegt mit Jalapeños sowie Waffeln mit Hähnchen entstehen können. Mittlerweile ergänzen allerdings auch Speisen aus anderen Ländern wie etwa die traditionelle vietnamesische Suppe Phở oder japanische Udon-Nudeln das Brinner.
Eine feste Tageszeit, zu welcher das Brinner serviert wird, existiert nicht; in den Vereinigten Staaten und in Großbritannien gibt es bereits Restaurants, welche Brinner rund um die Uhr anbieten. Im September 2015 gab etwa McDonald’s bekannt, dass in allen US-Filialen des Unternehmens das Frühstückangebot den ganzen Tag über erhältlich sein soll.
In Melbourne in Australien wurde im August 2017 unter dem Namen Brinner Fest erstmals ein Breakfast-for-Dinner-Foodfestival veranstaltet.

## Trivia
In der siebten Episode der siebten Staffel My Bad Too (Meine Wasserbomben) der US-amerikanischen Krankenhaus-Dramedy-Serie Scrubs – Die Anfänger macht die Figur Turk die Aussage „Baby, you already made me brinner!“; in der deutschen Synchronisationsfassung wird Brinner mit Früssen, einem Kofferwort aus Frühstück und Abendessen, wiedergegeben.